# Kratopodia
Kratopodia is een geslacht van rechtvleugeligen uit de familie Euschmidtiidae. De wetenschappelijke naam van dit geslacht is voor het eerst geldig gepubliceerd in 1964 door Descamps.

## Soorten
Het geslacht Kratopodia omvat de volgende soorten:
- Kratopodia andringitra Descamps, 1971
- Kratopodia quadrifida Descamps, 1964